# Зонтик для новобрачных
«Зонтик для новобрачных» — советский художественный фильм режиссёра Родиона Нахапетова.

## Сюжет
Действие фильма начинается осенью на Крымском побережье, в Судаке, затем переносится в Москву и заканчивается в первый день нового года.
Зоя и Толя, двое влюблённых молодых людей, знакомятся на морском побережье, куда они приехали отдыхать, с семейной парой — врачом-наркологом Дмитрием Павловичем и лаборанткой Верой Ивановной, попросив разрешения переночевать в их доме, где те остановились. Для молодёжи они идеал: счастливый брак, трое детей и полное взаимопонимание после стольких лет супружеской жизни.
Отпуск заканчивается, Зоя и Толя уезжают и оказывается, что супружеская идиллия Дмитрия Павловича — это миф. На самом деле он женат на другой и долгие годы украдкой встречается с по-настоящему любимой женщиной.
Проходит несколько месяцев, и Вера получает телеграмму от своих курортных знакомых, что те собираются приехать к ним в гости, чтобы вместе встретить Новый год. Вера не хочет развеивать миф и уговаривает Дмитрия снова изобразить перед молодыми счастливую семью.

## В ролях
- Алексей Баталов — Дмитрий Павлович Красков, врач-нарколог
- Нийоле Ожелите — Вера Ивановна (роль озвучила Инна Чурикова)
- Вера Глаголева — Зоя
- Никита Михайловский — Толя
- Вячеслав Езепов — Юрий Данилович, друг Краскова и сослуживец Веры
- Игорь Нефёдов ― Гоша, курортный знакомый
- Алла Мещерякова — жена Краскова
- Галина Петрова — Лида, подруга Веры
- Галина Дёмина — мать Веры
- Владимир Носик — Фроликов, милиционер-гаишник
- Валентина Березуцкая — проводница
- Анатолий Веденкин — Гена, хозяин дома
- Василий Фунтиков — инспектор ГАИ
- Юрий Шумило — милиционер
- Лидия Старокольцева — лаборант
- Лариса Хуснулина — проводница
- Паша Санаев — Дима, старший сын Краскова
- Дима Епишин — Стёпа, сын Краскова
- Петя Янгляев — Лёша, младший сын Краскова

## Съёмочная группа
- Автор сценария: Рамиз Фаталиев
- Режиссёр-постановщик: Родион Нахапетов
- Оператор-постановщик: Владимир Шевцик
- Художник-постановщик: Юрий Кладиенко
- Композитор: Исаак Шварц
- Звукооператор: Роланд Казарян
- Государственный симфонический оркестр кинематографии
- Дирижёр: Эмин Хачатурян
- Монтажёр: Полина Скачкова
- Директор фильма: Владимир Клименко

## Прокат
- 13 октября 1986 — премьера в СССР[2]
- 30 октября 1987 — премьера в Финляндии: Sateenvarjo kahdelle [2]
- 8 января 1988 — премьера в ГДР: Ein Regenschirm für Verliebte [3]
- 19 февраля 1989 — премьерный телевизионный показ на DFF 2 [3]
- 26 июня 1991 — трансляция на общенациональном канале PRO 7 [3]
- 12 июня 2012 — показ в рамках фестиваля Altonale в Гамбурге [4]

Издания
- 1999 — VHS в серии Популярные ленты «Мосфильма» «Крупный план»
- 2005 — DVD в серии Russische Klassiker «Icestorm»
- 2006 — DVD в серии Отечественное кино XX века «Крупный план»